# Motion Picture Distributors and Sales Company
La Motion Picture Distributing and Sales Company est une société de distribution américaine, fondée en 1910, dont le siège était à New York.
Parmi ses dirigeants, on retrouve notamment Carl Laemmle.
En 1912, la Motion Picture Distributing and Sales Company devient une filiale de Universal Film Manufacturing Company, elle-même créée par la fusion entre Independent Moving Picture Company, Rex Film Company, American Éclair, Nestor Film Company, Powers Picture Plays, Champion Film Company, Yankee Film Company et New York Motion Picture Company.